# Эль-Джебали, Шэйм
Шейм Эль-Джебали (араб. حاييم الجبالي‎; род. 7 февраля 2004, Десин-Шарпьё) — тунисский футболист, полузащитник клуба «Лион» и сборной Туниса. 

## Клубная карьера
Эль-Джебали — воспитанник клуба «Лион». В 2021 году Шейм для получения игровой практики начал выступать за дублирующую команду.  

## Международная карьера
22 сентября 2022 года в товарищеском матче против сборной Комор Эль-Джебали дебютировал за сборную Туниса.